# Friedrich Remmer
Friedrich Remmer (* 22. Juli 1850 in Bad Münder; † 1914) war ein deutscher Architekt und Kommunalpolitiker.

## Leben

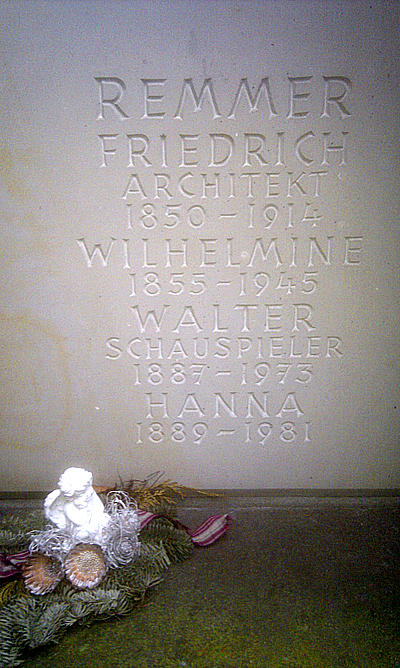
Grabstein am Familiengrab Remmers auf dem Neuen St.-Nikolai-Friedhof

Der noch zur Zeit des Königreichs Hannover 1850 in Bad Münder geborene Friedrich Remmer studierte zunächst an der Staatlichen Baugewerkschule Nienburg. Nach der Reichsgründung besuchte er ab 1872 in Hannover unter der Matrikel-Nummer 5294 die Polytechnische Schule als Schüler von Conrad Wilhelm Hase.
1894 war Remmer erstmals im Engelbostelerdamm-Distrikt zum Bürgervorsteher und damit in das hannoversche Bürgervorsteherkollegium gewählt worden. Er war – gemeinsam mit dem Stadtbaurat Georg Bokelberg, dem Senator Architekt August Klug, dem Baurat Ferdinand Wallbrecht sowie dem Bürgervorsteher und Direktor der hannoverschen Straßenbahn Theodor Krüger – eines der Mitglieder des unter der Leitung des Stadtdirektors Heinrich Tramm tagenden städtischen Bauausschusses für den Bau des Neuen Rathauses.
Remmer war Mitglied im Architekten- und Ingenieurverein Hannover und wohnte 1895 in der Scheffelstraße 28 in Hannover.
1899 beteiligte sich Remmer gemeinsam mit zahlreichen anderen Persönlichkeiten der Stadt an einem öffentlichen „Aufruf zur Errichtung eines Hölty-Denkmals in Hannover.“
Friedrich Remmer war der Vater des späteren Schauspielers Walter Remmer (* 21. März 1887; † 1973), der das Realgymnasium besuchte, in dessen Aula er Jahrzehnte später unter dem Titel Heitere Abende spielte, die deutschlandweit als Lustige Remmer-Abende bekannt wurden.
1918 wurde Friedrich Remmer mit der Verleihung des Königlichen Kronen-Ordens ausgezeichnet.
Remmer ist bestattet auf dem Neuen St. Nikolai-Friedhof in der Nordstadt von Hannover. Die Witwe Wilhelmine Remmer (* 18. Mai 1855; † 1945) Mitglied der evangelischen Kirchengemeinde der Lutherkirche in ihrem Stadtteil, lebte weiterhin im – damaligen – Hause Scheffelstraße 18.

## Bisher ermittelte Werke

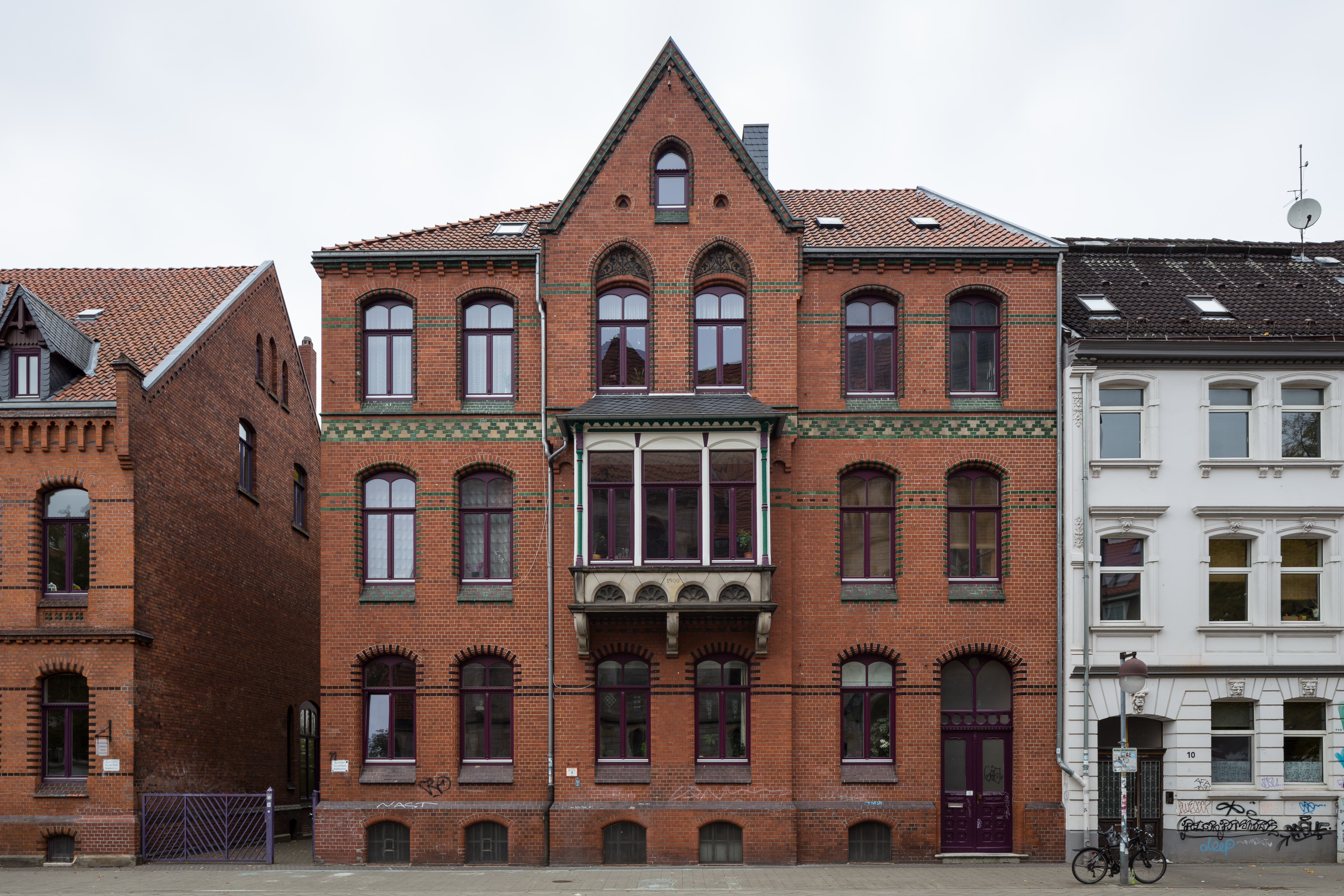
Das denkmalgeschützte zweite Pfarrhaus der Lutherkirchengemeinde in der Nordstadt von Hannover

- 1885, Hannover, Scheffelstraße 11 (frühere Hausnummer 22): Wohnhaus Friedrich Remmer; nicht erhalten[1]
- 1900 Hannover, An der Lutherkirche 11 (frühere Adresse Heisenstraße 35): Zweites Pfarrhaus der Lutherkirche; erhalten;[1] ebenso wie das benachbarte erste Pfarrhaus von Wilhelm Orgelmann als neugotisches Backsteinhaus errichtet[11]